# Мальдонадо, Джанкарло
Джанка́рло Грего́рио Мальдона́до Марре́ро (исп. Giancarlo Gregorio Maldonado Marrero; род. 29 июня 1982, Каракас) — венесуэльский футболист, нападающий; тренер. Выступал за национальную сборную Венесуэлы.

## Биография
Мальдонадо начинал свою футбольную карьеру в Уругвае, где он занимался в юношеских и молодёжных академиях «Ривер Плейта» из Монтевидео. В заявку основной команды на матч чемпионата Уругвая Джанкарло впервые попал в 1999 году, в возрасте 17 лет. Однако дебютировать в основном составе уругвайского клуба венесуэльцу удалось лишь в 2001 году. Мальдонадо редко выходил на поле в матчах уругвайского первенства, поэтому летом 2001 принял решение временно покинуть клуб и на правах аренды присоединиться к венесуэльскому «Насьоналю». Здесь главным тренером был его отец, Карлос, а сам Джанкарло, забив 8 голов в 21 матче, помог команде добиться титула чемпиона Венесуэлы 2001/02. Летом 2002 года Мальдонадо вновь был арендован, на этот раз другим венесуэльским клубом — «Минеросом» из Гуаяны. Почти за год в составе «чёрно-синих» Мальдонадо принял участие в 31 встрече чемпионата Венесуэлы, забив при этом 5 мячей.
В 2003 году Мальдонадо перешёл в «Унион Атлетико Маракайбо», подписав с клубом контракт, рассчитанный на три года. Вместе с «двухцветными» нападающий отыграл три полноценных сезона в чемпионате Венесуэлы. Свой первый год в составе «УА Маракайбо» Джанкарло закончил в качестве чемпиона Венесуэлы 2003/04. В составе «Униона» он также принял участие в 5 матчах Кубка Либертадорес 2004 и забил 3 гола в 6 матчах Кубка Либертадорес 2006.
Летом 2006 года Джанкарло Мальдонадо подписал контракт с чилийским «О’Хиггинсом». За год пребывания в команде нападающий сыграл в 42 матчах (во всех турнирах) и забил 21 мяч.
В июле 2007 года 25-летний Джанкарло Мальдонадо перебрался в мексиканский клуб «Атланте», где он забил гол в первой же встрече (товарищеской игре против «Текамакалько»). В чемпионате Мексики Мальдонадо дебютировал 4 августа 2007 в матче против «Хагуарес», который завершился со счётом 1:1, причём именно Мальдонадо забил единственный мяч в составе своей команды. Его голы помогли «Атланте» выиграть мексиканскую Апертуру 2007, а сам Мальдонадо стал вторым бомбардиром этого турнира с 18 голами на счету. Эти 18 забитых мячей за «Атланте» и ещё 8 в этом же календарном году за чилийский «О’Хиггинс» принесли Джанкарло «Золотую бутсу Америки 2007», которую также получил Мартин Палермо из «Боки Хуниорс». В Клаусуре 2008 Мальдонадо вновь стал лучшим бомбардиром «Атланте», на этот раз забив 7 мячей, однако клуб не смог защитить свой титул, проиграв в раунде плей-офф «Монтеррею» 2:3. Благодаря победе в Апертуре 2007 «Атланте» сумел квалифицироваться в Лигу чемпионов КОНКАКАФ 2008/09, в которой мексиканский клуб, не без помощи Джанкарло Мальдонадо, занял первое место, став абсолютным чемпионом среди клубов Северной и Центральной Америки.
25 августа 2009 года 27-летний Мальдонадо был арендован испанским «Хересом», только что пробившимся в Ла Лигу. Джанкарло был замечен скаутами «Хереса» благодаря замечательной игре в составе «Атланте» на Кубке Мира 2009, проходившем в Малаге. В высшем дивизионе чемпионата Испании венесуэльский нападающий дебютировал 30 августа 2009 года в проигранной встрече с «Мальоркой» 0:2. Через полгода Джанкарло вернулся в «Атланте».
Летом 2010 года Мальдонадо вновь был арендован, на этот раз — американским «Чивасом», выступавшим в высшем дивизионе страны. В составе «Чивас США» в МЛС он успел сыграть 10 матчей, отличившись 2 раза, перед тем как вернуться в «Атланте».
5 декабря 2011 года Джанкарло был арендован другим мексиканским клубом, «Атласом». Позже, 20 декабря, «Атлас» решил полностью выкупить права на футболиста, а в качестве оплаты трансфера помимо денег в обратном направлении отправились Рикардо Хименес и Эберт Альферес.
Летом 2012 года Мальдонадо перешёл в «Минерос», в составе которого когда-то выступал на правах аренды. За полсезона венесуэльский форвард успел сыграть в 17 матчах чемпионата Венесуэлы 2012/13.
На вторую часть сезона 2012/13 30-летний нападающий перебрался в другой клуб чемпионата Венесуэлы — «Депортиво Тачиру». Здесь он сыграл в 14 матчах чемпионата, поразив ворота соперников 4 раза.
Летом 2013 года Джанкарло Мальдонадо подписал контракт с ещё одним венесуэльским клубом — «Эстудиантесом» из Мериды. В составе «академиков» футболист отыграл первую половину сезона 2013/2014 чемпионата Венесуэлы, сумев 6 раз отличиться в 13 матчах.
В межсезонье Мальдонадо решил вернуться в «Депортиво», за который доиграл вторую часть сезона 2013/2014. Провёл за клуб из Тачиры 16 матчей в чемпионате Венесуэлы.
Летом 2014 года 32-летний Джанкарло подписал контракт с мексиканским «Атланте», в составе которого ранее выступал на протяжении 4 лет. В 2018 году в очередной раз вернулся в мексиканский клуб.

## Клубная статистика
| Клуб                        | Сезон            | Лига  | Лига | Кубок | Кубок | Континентальные | Континентальные | Всего | Всего |
| Клуб                        | Сезон            | Матчи | Голы | Матчи | Голы  | Матчи           | Голы            | Матчи | Голы  |
| --------------------------- | ---------------- | ----- | ---- | ----- | ----- | --------------- | --------------- | ----- | ----- |
| Ривер Плейт                 | 2001             | 7     | 1    |       |       |                 |                 | 7     | 1     |
| Ривер Плейт                 | 2002             | 5     | 2    |       |       |                 |                 | 5     | 2     |
| Ривер Плейт                 | Всего            | 12    | 3    |       |       |                 |                 | 12    | 3     |
| Насьональ (Тачира) (аренда) | 2001/02          | 21    | 8    |       |       |                 |                 | 21    | 8     |
| Насьональ (Тачира) (аренда) | Всего            | 21    | 8    |       |       |                 |                 | 21    | 8     |
| Минерос Гуаяна (аренда)     | 2002/03          | 31    | 5    |       |       |                 |                 | 31    | 5     |
| Минерос Гуаяна (аренда)     | Всего            | 31    | 5    |       |       |                 |                 | 31    | 5     |
| Маракайбо                   | 2003/04          |       |      |       |       | 5               | 0               |       |       |
| Маракайбо                   | 2004/05          |       |      |       |       |                 |                 |       |       |
| Маракайбо                   | 2005/06          |       |      |       |       | 6               | 3               |       |       |
| Маракайбо                   | Всего            |       |      |       |       | 11              | 3               |       |       |
| О’Хиггинс                   | 2006             | 16    | 8    | 4     | 2     |                 |                 | 20    | 10    |
| О’Хиггинс                   | 2007             | 16    | 8    | 6     | 3     |                 |                 | 22    | 11    |
| О’Хиггинс                   | Всего            | 32    | 16   | 10    | 5     |                 |                 | 42    | 21    |
| Атланте                     | 2007/08          | 26    | 22   | 5     | 3     | 0               | 0               | 31    | 25    |
| Атланте                     | 2008/09          | 27    | 5    | 4     | 1     | 6               | 2               | 37    | 8     |
| Атланте                     | 2009/10          | 15    | 1    | 0     | 0     | 0               | 0               | 15    | 1     |
| Атланте                     | 2010/11          | 15    | 4    | 2     | 1     | 0               | 0               | 17    | 5     |
| Атланте                     | 2011/12          | 12    | 5    | 0     | 0     | 0               | 0               | 12    | 5     |
| Атланте                     | Всего            | 95    | 37   | 11    | 5     | 6               | 2               | 112   | 44    |
| Херес (аренда)              | 2009/10          | 9     | 0    | 1     | 1     | 0               | 0               | 10    | 1     |
| Херес (аренда)              | Всего            | 9     | 0    | 1     | 1     | 0               | 0               | 10    | 1     |
| Чивас США (аренда)          | 2010             | 10    | 2    | 1     | 0     | 0               | 0               | 11    | 2     |
| Чивас США (аренда)          | Всего            | 10    | 2    | 1     | 0     | 0               | 0               | 11    | 2     |
| Атлас                       | 2011/12          | 16    | 2    | 0     | 0     | 0               | 0               | 16    | 2     |
| Атлас                       | Всего            | 16    | 2    | 0     | 0     | 0               | 0               | 16    | 2     |
| Минерос Гуаяна              | 2012/13          | 17    | 5    | 0     | 0     | 3               | 0               | 20    | 5     |
| Минерос Гуаяна              | Всего            | 17    | 5    | 0     | 0     | 3               | 0               | 20    | 5     |
| Депортиво Тачира            | 2012/13          | 14    | 4    | 0     | 0     | 0               | 0               | 14    | 4     |
| Депортиво Тачира            | Всего            | 14    | 4    | 0     | 0     | 0               | 0               | 14    | 4     |
| Эстудиантес де Мерида       | 2013/14          | 13    | 6    | 0     | 0     | 0               | 0               | 13    | 6     |
| Эстудиантес де Мерида       | Всего            | 13    | 6    | 0     | 0     | 0               | 0               | 13    | 6     |
| Депортиво Тачира            | 2013/14          | 16    | 3    | 0     | 0     | 0               | 0               | 16    | 3     |
| Депортиво Тачира            | Всего            | 16    | 3    | 0     | 0     | 0               | 0               | 16    | 3     |
| Всего за карьеру            | Всего за карьеру | 286   | 91   | 23    | 11    | 20              | 5               | 329   | 107   |